# Euklid von Megara

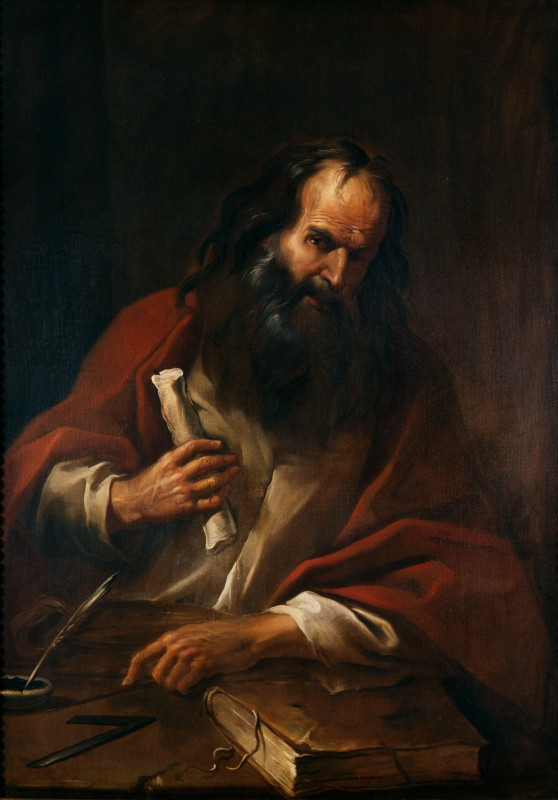
Tafelbild von Joos van Wassenhove, um 1474, Urbino

Euklid von Megara (altgriechisch Εὐκλείδης ὁ Μεγαρεύς Eukleídēs ho Megareús, latinisiert Euclῑdēs Megareus; * etwa um 450 v. Chr. in Megara; † vermutlich zwischen 369 und 367 v. Chr.) war ein antiker griechischer Philosoph.
Euklids Schriften sind verloren. Erhalten sind lediglich ein Zitat aus einer seiner Schriften sowie einige Testimonien (antike Berichte über Leben und Lehre). Zentrales Thema seiner Philosophie dürfte die Frage nach dem Guten gewesen sein. Erhalten sind auch spärliche Informationen zu Themen der Logik.
Euklid war ein Schüler des Philosophen Sokrates. Antike wie moderne Philosophiehistoriker sehen ihn als Begründer einer philosophischen Strömung, deren Vertreter die Megariker genannt werden.

## Leben
Die genauen Lebensdaten Euklids sind unsicher. Das ungefähre Geburtsdatum 450 v. Chr. schließt man aus einem Bericht von Aulus Gellius, dessen Historizität fraglich ist; das Sterbedatum aus einem Dialog Platons, wo Euklid im Einleitungsgespräch von einem 369 v. Chr. stattgefundenen Ereignis berichtet – allerdings ist die Gesprächssituation fiktiv –, sowie der Nichtnennung Euklids in einer Aufzählung bedeutender Persönlichkeiten des Geisteslebens im Jahr 366 v. Chr.
Nach Aulus Gellius hat sich Euklid eine Zeitlang allabendlich verbotenerweise nach Athen begeben, um an den Gesprächen seines Lehrers Sokrates teilnehmen zu können. Um das Jahr 432 v. Chr. war es Einwohnern der Stadt Megara nämlich aufgrund eines Handelsverbots (Megarisches Psephisma) nicht erlaubt, Athen zu betreten, weshalb sich Euklid in Frauenkleidern und mit Kopftuch nach Athen begab und erst am Morgen ins 45 km entfernte Megara zurückgekehrt sei. Die Historizität dieser Geschichte wird heute, wie die ähnlicher Geschichten über Sokrates’ Schüler, angezweifelt.
Ansonsten ist über das Leben Euklids fast nichts bekannt. Er wird als einer der beim Tod des Sokrates anwesenden Freunde angegeben; außerdem sollen sich nach Sokrates’ Tod einige seiner Schüler eine Zeitlang zu Euklid nach Megara begeben haben. In Platons Dialog Phaidon wird er als einer der Zuhörer des beschriebenen Gesprächs genannt.

## Werke
Die Schriften Euklids sind verloren gegangen. Bekannt sind lediglich die Namen von sechs Dialogen (Lamprias, Aischines, Phoinix, Kriton, Alkibiades und Erotikos) sowie Testimonien und ein Fragment, das allerdings keinem der sechs Dialoge zugeordnet werden kann.

## Lehre
Das Gute
Nach den wenigen antiken Zeugnissen zu urteilen, ist davon auszugehen, dass im Zentrum der Philosophie Euklids – wie bei seinem Lehrer Sokrates – die Frage nach dem Guten stand. Die wichtigste Stelle dazu findet sich bei Diogenes Laertios:

„[Euklid] war der Meinung, das Gute sei eines, werde aber mit vielen Namen benannt; bald nämlich nenne man es Einsicht, bald Gott, bald Vernunft und so weiter. Das dem Guten Entgegengesetzte aber hob er auf, indem er bestritt, dass es existiere.“

Weitere Stellen bei Diogenes Laertios und Cicero bekräftigen, dass Euklid wohl der Ansicht war, das Gute sei eines.
Logik und Eristik
Was Fragen der Dialektik (heute in etwa die Disziplin Logik) betrifft, ist lediglich ein kurzer Bericht von Diogenes Laertios überliefert. Der erste Satz dieses Berichts („Beweise griff [Euklid] nicht in ihren Prämissen an, sondern in ihrem Schlusssatz“) kann so interpretiert werden, dass Euklid nicht die Behauptungen, Annahmen oder Prämissen (lḗmmata) angriff, von denen gegnerische Argumentationen ausgingen, sondern das Resultat oder den Schlusssatz (epiphorá) dieser Argumentationen. Im restlichen Teil der Stelle berichtet Diogenes Laertios, dass Euklid das sokratische Analogieverfahren abgelehnt habe. Ein Argument solle sich nicht des Vergleichs bedienen.
Euklid und die Megariker werden in antiken Quellen als Eristiker bezeichnet. Bei der Eristik handelt es sich um eine Art negative Dialektik, die ihre Argumentation nicht auf positive Beweise stützt, sondern sich darauf beschränkt, gegnerische Argumentationen zu widerlegen.

## Überlieferung
Die wichtigste antike Quelle ist Diogenes Laertios. Weitere Zeugnisse stammen von Platon, Cicero, Aulus Gellius, Johannes Stobaios sowie aus Sammlungen von knappen Weisheitssprüchen. Ein in Resten inschriftlich erhaltener Bücherkatalog zeigt, dass Euklids Dialog Aischines um 100 v. Chr. in Athen noch zugänglich war.

## Rezeption
Neuzeitliche Forscher sind geteilter Ansicht, was den Einfluss der eleatischen Philosophen auf Euklid angeht. Ausgehend von Euklids Ansicht, das Gute sei eines, wurde er bereits von Cicero als Nachfolger der Eleaten Xenophanes, Parmenides und Zenon von Elea angesehen. Neuzeitliche Philosophiehistoriker haben diese Ansicht zunächst übernommen (so etwa 1926 Karl Praechter), bis Kurt von Fritz 1931 sämtliche Zeugnisse zu Euklid prüfte. Er kam zum Schluss, dass es sich bei der Annahme, Euklid stehe in der Tradition der Eleaten, um eine Konstruktion antiker Doxographen handle, die auf der besonderen Bedeutung beruhe, die dem Einen sowohl bei den Eleaten wie bei Euklid zugemessen wird. Nach von Fritz stehe Euklid vielmehr in der Tradition Sokrates’.
Cicero weist weiters darauf hin, dass Ähnlichkeiten zwischen Euklids und Platons Philosophie bestünden.
Bis in die frühe Neuzeit wurden die Elemente und andere Werke Euklid von Alexandrias häufig Euklid von Megara zugeschrieben bzw. die beiden verwechselt, was erst Christophorus Clavius endgültig aufklärte (und andere Autoren wie in England Henry Savile).

## Ikonographie
Auf einer megarischen Münze von etwa 200 findet sich eine Darstellung, bei der es sich möglicherweise – da der Abgebildete Schleier und Ohrringe trägt – um Euklides handelt. Die Münze befindet sich heute im British Museum.